# 宮城千賀子
宮城 千賀子（みやぎ ちかこ、1922年（大正11年）11月26日 - 1996年（平成8年）8月7日）は、日本の女優である。第二次世界大戦前に宝塚歌劇団を退団後、映画女優に転向、戦後も「劇団なでしこ」を率いて舞台活動も行い、テレビにも多く出演した。本名佐藤 ユキ（さとう-）、宝塚歌劇団時代は東風 うらゝ（こち うらら）と名乗った。愛称は「ベコちゃん」、「ユキちゃん」、「お千賀さん」。

## 来歴・人物
岩手県盛岡市に生まれる。熊谷尋常高等小学校を卒業後に、1935年（昭和10年）に13歳で宝塚歌劇団に入団（第25期）、「東風うらゝ」の名で男役として活躍した。
1940年（昭和15年）初めに17歳で退団、日活に入社、稲垣浩監督、片岡千恵蔵主演の『宮本武蔵』の「お通」役に抜擢されて華々しくスクリーンデビュー、同作は同年3月31日に公開された。翌1941年（昭和16年）11月26日、同社京都撮影所でマキノ正博や辻吉郎の助監督として働いていた、牧野省三の三男・マキノ真三と恋愛結婚する。1937年（昭和12年）公開の『宮本武蔵　地の巻』（監督・尾崎純）で「お通」を演じた轟夕起子が兄の正博と結婚した前例があり、「お通がふたりマキノ家に嫁いだ」と当時騒がれた。
1942年（昭和17年）に木村恵吾監督の大ヒット作『歌ふ狸御殿』を最期に引退して家庭に入る。翌1943年（昭和18年）、21歳で長男・省一を出産する。同年末、実兄マキノ正博のプロデュースで夫のマキノ真三が恩師の辻吉郎とともに監督した『海賊旗吹っ飛ぶ』で映画に復帰するも、「劇団なでしこ」を結成して、舞台劇の地方巡業にいそしむ。
第二次世界大戦後の1946年（昭和21年）6月、夫の真三とともに「マキノ芸能社」を設立、「劇団なでしこ」の活動を基盤に、映画製作も行うが、1948年（昭和23年）10月には解散している。1952年（昭和27年）からは映画に多く出演し、翌1953年（昭和28年）の中盤に離婚することになった。その後も多くの映画に出演した。
「落日の決闘」では旅まわりの娘一座の座長の役で坂東好太郎の相手役をつとめたが、これを最後の主演級の作品として、「気のすすまない主役をやるより、わずかな出演場面でもやりたい役をやるほうが自分の気がすむ」と、以後は脇役に徹することを決意。
55年、佐野周二らがいたまどかグループに参加し自主作品「花ひらく」などに出演。
56-59年は出演本数も年間七本以内にしぼる。
63年以後はフリーで日活の「波浮の港」に出演したのち、66年2月の日活「河内カルメン」で復帰するも71年東映「不良番長·手八丁口八丁」を最後に映画界を離れた。
65年8月の新宿コマ劇場の村田英雄公演俺は素浪人』で十四年ぶりの舞台出演。
70年代には脳軟化症のため入院するも74年1月には橋幸夫ハワイ公演に参加して再び舞台に出演。
熟年となった1975年（昭和50年）10月に開始したテレビのバラエティ番組『独占!女の60分』では、松竹歌劇団第1期生の水の江瀧子らとともに司会をつとめ、同番組に1987年（昭和62年）3月まで出演をつづけた。
1996年（平成8年）8月7日に急性肺炎のため死去した。73歳没。

## エピソード
宮城の映画デビューは昭和15年の日活映画『宮本武蔵』の「お通」役からである。武蔵は片岡千恵蔵と決まったが、この「お通」は一般公募となった。600人ほどの応募者から11人ほどが選出され、原作者吉川英治、画家の石井鶴三、監督の稲垣浩が審査したがどれもお通のイメージには程遠く、稲垣はこれを宝塚乙女から選ぶことにした。しかし稲垣はその3年前に尾崎純監督で『宮本武蔵』をプロデュースした際、宝塚歌劇のプリマドンナだったトルコ（轟夕起子）を引き抜いて大事件となっており、よほどうまくことを運ばなければ失敗する恐れがあった。
そこでスパイを放った稲垣は「東風うらゝ」という研究生を知り、宮川一夫キャメラマンと宣伝部長の三人で、ひそかに歌劇を観に行ったが、うらゝを見分けるのは困難で、仕方なくファンを装って大阪のすき焼屋に誘い出し、宮川にいろんな角度から彼女の写真を撮らせた。この写真でうらゝの引き抜きは決定となった。稲垣は「柄は大きかったが、色気もなく、それがお通のイメージにぴったりだった」という。
さて引き抜きとなったが正攻法では無理だろうと、日活の製作部長を叔父に仕立て、「母が危篤だから」と退団を願い出させた。首尾よく東京に着いたところ、歌劇団と新聞記者の尾行に気づき、仕方なく上野駅から仙台行の列車に乗って逃亡。着いたところが宮城県千賀村だったため、芸名を「宮城千賀子」とした。撮影所では「ベコちゃん」の愛称で親しまれた。姉御肌の芸風で知られるが、稲垣は日活へ引き抜いたころのことがどうしても頭を離れず、「おかしくもあり、かわいくもあり・・・」とのちに心情を述べ、宮城を「ひじょうに日本的なやさしい女性である」と語っている。

## おもなフィルモグラフィ
- 宮本武蔵 第一部 草分の人々　1940年　監督・脚本稲垣浩、原作吉川英治、撮影宮川一夫、主演片岡千恵蔵　※映画デビュー作
- 宮本武蔵 第二部 栄達の門　1940年　監督・脚本稲垣浩、原作吉川英治、撮影宮川一夫、主演片岡千恵蔵　※第一部と同時上映
- 宮本武蔵 剣心一路　1940年　監督・脚本稲垣浩、原作吉川英治、撮影宮川一夫、主演片岡千恵蔵
- 織田信長　1940年　監督マキノ正博、脚本観音寺光太、撮影石本秀雄、主演片岡千恵蔵
- 歌ふ狸御殿　1942年　監督・原作・脚本木村恵吾、撮影牧田行正、特殊撮影三木滋人、作詞サトウ・ハチロー、作曲古賀政男、主演高山廣子、共演美ち奴、楠木繁夫、伊藤久男、益田喜頓
- 海賊旗吹っ飛ぶ　1943年　製作マキノ正博、監督辻吉郎・マキノ真三、脚本マキノ真三・滝沢一、撮影三木滋人・服部幹夫、主演高田浩吉
- 手袋を脱がす男　1946年　監督森一生、脚本井上金太郎・木村恵吾、撮影宮川一夫、主演片岡千恵蔵
- 當り矢金八捕物帖 千里の虎　1950年　監督・中川信夫、撮影河崎喜久三、主演嵐寛寿郎、徳川夢声、野上千鶴子
- 酔いどれ八萬騎　1951年　監督・脚本マキノ雅弘、原作山上伊太郎、撮影三木滋人、主演原健作、月形龍之介、河津清三郎
- 貞操の街　1952年　監督志村敏夫、脚本岡田豊・館岡謙之助、撮影竹野治夫、音楽山田貴四郎、共演月丘千秋、田崎潤、古川ロッパ、竜崎一郎、ディック・ミネ
- 花の生涯 彦根篇 / 江戸篇　1953年　監督大曾根辰夫、原作舟橋聖一、脚本八住利雄、撮影石本秀雄、音楽鈴木静一、主演八代目松本幸四郎
- 顔　1957年　製作岸本吟一、監督大曽根辰夫、原作松本清張、脚本井手雅人、瀬川昌治、撮影石本秀雄、音楽黛敏郎、主演岡田茉莉子、大木実、笠智衆、森美樹
- 美徳のよろめき　1957年　製作大塚和、監督中平康、助監督西村昭五郎、原作三島由紀夫、脚本新藤兼人、撮影岩佐一泉、音楽黛敏郎、主演月丘夢路、三国連太郎、葉山良二、安部徹
- 錆びた鎖（1960年、日活）
- 青年の樹（1960年、日活）
- けんかえれじい　1966年　企画大塚和、監督鈴木清順、原作鈴木隆、脚本新藤兼人、撮影萩原憲治、音楽山本丈晴、美術木村威夫、照明熊谷秀夫、主演高橋英樹
- 夜のバラを消せ(1966年)
- 女子学園 悪い遊び（1970年、日活）
- 未亡人ごろしの帝王　1971年　監督内藤誠、脚本小野竜之助、撮影山沢義一、音楽小杉太一郎、美術北川弘、照明桑名史郎、主演梅宮辰夫、山城新伍、八代万智子
- 夢二　1991年　製作荒戸源次郎、プロデューサー秋山道男・孫家邦、監督鈴木清順、脚本田中陽造、撮影藤澤順一、音楽河内紀・梅林茂、美術池谷仙克、録音橋本文雄、写真荒木経惟、主演沢田研二、毬谷友子　※遺作

## テレビ番組
- うちの奥さん 隣のママさん（1961年 - 1962年、YTV）
- 廃虚の唇（1964年、NET）
- あいつと私（1967年、NTV）
- 白い巨塔（1967年、NET）
- キイハンター 第25話「現金を怖がる泥棒」（1968年、TBS）
- 旅がらすくれないお仙 第18話「でも!好きなのよ」（1969年、NET）
- 夫婦旅日記 さらば浪人 第18話「明石の夕なぎ」（1976年、CX）
- 日本剣客伝　第8話「高柳又四郎」（1968年、NET）
- 夫婦旅日記 さらば浪人 第18話「明石の夕なぎ」（1976年、CX）
- 東芝日曜劇場「京おんな・恋のおくり火」（1978年、MBS）
- 土曜ワイド劇場「白銀の死闘」（1979年、ANB）
- Wの悲劇（1983年、TBS）
- 木曜ゴールデンドラマ（YTV）
  - 「嫁・姑・小姑」（1983年）
  - 「嫁・舅・姑・実母」（1989年）
- 逆転あばれはっちゃく（1985年、ANB）
- マドンナは春風にのって（1990年、NHK総合）
- 水曜グランドロマン「水の中の祭り・3」（1991年、NTV）
- 独占!女の60分（1975年10月 - 1987年3月、テレビ朝日）-サブ司会
- うたえちびっこ!ガッテンだ!（ABC） - レギュラー審査員
- ライオンのいただきます（CX） - 準レギュラー

## 関連事項
- 宝塚歌劇団卒業生
- マキノ芸能社 （マキノ真三）
- 独占!女の60分 （テレビ朝日）

## 註
1. ↑  『エスエス』、東宝発行所、1939年6月号
2. ↑  『エスエス』、東宝発行所、1939年1月号
3. 1 2 3 4 5 6 7 8 9 10  『日本映画俳優全集・女優編』（キネマ旬報社、1980年）の「宮城千賀子」の項（p.666-669）を参照。同項執筆は滝沢一・司馬叡三。
4. ↑  『日本映画の若き日々』（稲垣浩、毎日新聞社刊）